# 円泉寺 (足立区)
円泉寺（えんせんじ）は、東京都足立区にある浄土宗の寺院。

## 歴史
1646年（正保3年）、単蓮社歴呑によって開山された。しかし、次第に寺運衰微し、幕末には無住（住職不在）の状態で、檀家が葬儀等を行うときは同宗派の勝専寺を通じて行ったという。
当寺には大日如来像が安置されている。かつて当寺の近くに天台宗寺院の「神宮寺」があり、その寺の本尊であった。何らかの理由で廃寺になったときに、当寺に移されたものという。
現在の本堂は、2004年（平成16年）に建てられたものである。

## 交通アクセス
- 北綾瀬駅より徒歩8分。